# Петар Којић
Петар Којић  (Бачко Петрово Село, 7. јун 1956) је српски професор књижевности, ђакон СПЦ, оперски и концертни певач и диригент.

## Биографија
Рођен је у Бачком Петровом Селу где му је отац службовао као свештеник. Основну школу похађао у Черевићу и Руми, а затим Гимназију у Руми, а упоредо и Музичку школу „Исидор Бајић“ Новом Саду, прво одсек клавира а затим соло певања у класи професора Теодора Дињашког. У Београду и Новом Саду, студирао компаративну књижевност и упоредо Богословски факултет. Од 1976. године се професионално бави певањем, најпре као стални члан Позоришта на Теразијама, затим Опере Народног позоришта у Београду. Од 1983. До 1994. године био је стални члан Опере Српског народног позоришта у Новом Саду, у којем је данас диригент његов син Александар Којић. У исто време је од 1983. до 1986. године предавао теорију музике и био диригент хора у Богословији Светог Арсенија у Сремским Карловцима“. Наступао је на многим музичким сценама у земљи и иностранству (Италији, Аустрији, Чешкој, Словачкој, Мађарској, Грчкој, Румунији, Белорусији, Украјини, Русији, као и у земљама бивше Југославије). Као солиста је наступао са Хором Епархије сремске из Черевића, Хором “Свети Николај“ из Сремских Карловаца, Београдским камерним хором (РТС) из Београда, Мушким камерним хором Музичког центра Војводине (СНП) а као гост и са Хором „Росика“ из Санкт Петербурга. Док је радио у позоришту, био је хонорарно запослен као спикер и водитељ прогарма на ТВ Нови Сад.
Као ђакон, служио у многим храмовима Српске, Грчке и Руске православне цркве. Снимио је велики број ТВ емисија и неколико компакт дискова. У пролеће 1977. године, у Руми је основао Мушки хор „Прота Бранко Цвејић“ и успешно га водио наредних десет година, а исто тако са тим хором гостовао у Мађарској, Румунији и Грчкој (Солун), као и на Светој Гори, у Кареји и манастиру Хиландару.
Из хобија је радио као туристички водич за познате агенције „Компас“ и „Елностурс“. Јавља се у педагошкој штампи из области методике наставе књижевности, такође и текстовима путописа из великог броја земаља кроз које је пролазио и у којима је боравио. Од својих бивших ученика 2006. године оснива Мешовити хор "Свети Роман Слаткопојац" при Храму Светог апостола Павла у Петроварадину, којим диригује његова супруга Јевгенија Владимировна Којић и са којим успешно наступа на великим сценама у земљи и иностранству. Као професор, предавао је српски језик и књижевност у најстаријој гимназији Јован Јовановић Змај у Новом Саду, у којој је и две године вршио дужност директора. Пензионисан је крајем 2020. године.